# Cesare Michelangelo d'Avalos
Cesare Michelangelo d'Avalos d'Aquino d'Aragona (Vasto, 15 gennaio 1667 – Vasto, 27 agosto 1729) è stato un militare e politico italiano.

## Biografia
Ultimo dei tre figli (una femmina e due maschi) di don Diego d'Avalos, 7º Marchese del Vasto, 11º Marchese di Pescara, 1º Principe d'Isernia, e di Francesca Carafa dei principi di Roccella, nacque a Vasto il 15 gennaio del 1667. Venne battezzato nella chiesa di S. Maria Maggiore in Vasto  il 19 gennaio. In seguito alla morte prematura del figlio ed erede del proprio fratello maggiore (Diego Francesco d'Avalos, 1672-1690, figlio di Francesco d'Avalos, 1651-1672), Cesare Michelangelo acquisì i beni ed il titolo di marchese di Pescara. Alla morte del padre, avvenuta nel 1697, ereditò i titoli di marchese del Vasto e di principe di Isernia e Francavilla, oltre a riunire in capo alla sua persona tutti i privilegi e le signorie della famiglia, assommanti ad oltre 30 titoli e predicati.
Il suo matrimonio con Ippolita d'Avalos di Troia, figlia di Giovanni d'Avalos d'Aquino, principe di Troia, celebrato il 28 giugno del 1692, gli consentì di riunire i due rami della famiglia, quello abruzzese e quello pugliese. La coppia tuttavia non ebbe figli.
Il marchese Cesare Michelangelo donò alla chiesa di S. Maria Maggiore, in Vasto, in data 3 novembre 1695 il corpo, integro, del santo martire Cesario, unitamente ad un'ampolla in vetro che ne conterrebbe il sangue.
Nel 1698 Cesare Michelangelo vendette Isernia con il feudo di riparto a don Fulvio di Costanzo principe di Colle d'Anchise, signore di Bojano e reggente del Consiglio Collaterale di Sua Maestà, per la somma di 62000 ducati. In seguito ad una serie di controversie sorte tra la città e il nuovo signore, Cesare Michelangelo riacquistò la città nel 1710 per 57400 ducati.
Cesare Michelangelo d'Avalos fu inoltre coinvolto nelle dispute successorie che scaturirono alla morte senza eredi diretti, avvenuta nel 1703, di Giulia Carafa (che aveva sposato senza avere figli Federico Carafa dei duchi Bruzzano), sorella di Carlo Maria Carafa. Quest'ultimo aveva sposato la sorella di Cesare Michelangelo, Isabella d'Avalos ed era inoltre suo cugino (in quanto il padre Fabrizio era il fratello di Francesca Carafa, madre del d'Avalos). Leopoldo I d'Asburgo conferì a Cesare Michelangelo per mezzo di privilegio datato 12 marzo 1704 vari riconoscimenti, tra i quali quello di erede dei Carafa di Roccella per quanto concerneva i possedimenti calabresi (i possedimenti siciliani tra cui il principato di Butera erano già stati riconosciuti secondo il diritto successorio locale ai Branciforte nella persona del secondo principe di Leonforte, Giuseppe, marito di Caterina Branciforte, sorella di Agata e Giuseppe e dunque zia di Carlo Maria). Di lì a pochi anni tuttavia la situazione venne decisa a favore di Vincenzo Carafa (nipote del summenzionato Federico Carafa), esponente del ramo dei Carafa di Bruzzano: nel 1707, in seguito ad una transazione tra il Regio Fisco, il d'Avalos e il Carafa, quest'ultimo si vedeva riconosciuto con sentenza della Regia camera sommaria quale titolare dello stato feudale della Roccella.

### La partecipazione alla congiura di Macchia
Nel 1697 Cesare Michelangelo si recò a Napoli, entrando in contatto con il nuovo viceré duca di Medinaceli. Sebbene fosse stato inizialmente in buoni apporti con questi e la corte vicereale spagnola, successivamente ebbe con essi aspri dissidi.
Tali contrasti sarebbero stati alla base della sua decisione di aderire alla congiura di Macchia e di sostenere il partito filo-imperiale nella Guerra di successione spagnola.
Nel 1699, un anno prima della morte di Carlo d'Asburgo, il d'Avalos aveva scritto all'imperatore Leopoldo I, confermandogli il suo pieno sostegno. Tale fedeltà venne ribadita in occasione dell'annuncio del testamento di Carlo a favore di Filippo di Borbone. Nondimeno non omise di rivolgersi anche a Luigi XIV e al nuovo re di Spagna Filippo V, in un tentativo di mantenere una posizione di equidistanza rispetto alle grandi potenze che di lì a poco sarebbero intervenute nell'Italia meridionale. Le missive inviate a questi ultimi due sovrani non ottennero alcuna attenzione. Tale silenzio, secondo quanto sostenuto da A. Granito di Belmonte, fu il fattore decisivo per la scelta filo-imperiale di Cesare Michelangelo.
Il 10 Aprile del 1700, in vista di un conflitto ormai imminente, il marchese Cesare Michelangelo ordinò la messa in atto lavori di fortificazione del Castello Caldoresco. Fece scavare i fossati intorno al forte, nonché restaurare i quattro baluardi e la torre nord. Su quest'ultima venne anche aggiunta una torre cilindrica coronata da una cornice dentellata e sormontata da una cupoletta con lanternino al culmine. Diego Maciano, religioso e cronista vastese, riporta date diverse. Egli scrisse nella sua "Cronaca Vastese": "23 giugno 1701. Principiò il sig. Marchese a raccomodare il castello con farvi una bellissima torre et altre muraglie, con cavare il fosso intorno la fortezza, e con farci molte cose necessarie per dimorarci", avendo il d'Avalos riacquistato il castello Caldoresco che giaceva in stato di abbandono dall'Università del Vasto.
Sebbene Cesare Michelangelo sia considerato tra gli aristocratici più significativi tra quelli che ordirono la congiura di Macchia, la sua partecipazione alla cospirazione non fu decisa e coerente. Tale comportamento incerto è spiegabile sia con il timore di ritorsioni spagnole che avrebbero potuto facilmente abbattersi sui suoi possedimenti, sia per il fatto che la sua adesione al progetto filo-imperiale si basava non già su un intimo convincimento personale, quanto piuttosto sulla prospettiva di ricompense ed ingrandimenti territoriali, dentro e fuori del Regno. In particolare, la ricompensa cui ambiva il marchese del Vasto era nientemeno che il Ducato del Monferrato, che si considerava devoluto al fisco imperiale per la fellonia del duca di Mantova. Un ulteriore fattore che pesò sulla sua scelta di campo fu la sua rivalità con Giovan Girolamo II Acquaviva d'Aragona, che invece si era mantenuto fedele alla causa spagnola.
Nei primi giorni del mese di settembre del 1701, poco prima dell'inizio dei disordini napoletani che avrebbero dato l'avvio della sommossa anti-spagnola, il viceré Medinaceli, che conosceva i propositi del marchese, inviò in Abruzzo don Emanuele de Lossada, Uditore generale dell'esercito, con 100 armati, con il pretesto di reprimere il contrabbando. Questa mossa mirava in realtà a trarre segretamente in arresto don Cesare Michelangelo, privando la congiura di un elemento di spicco, vista anche la collocazione strategica dei suoi feudi, posti ai confini del Vicereame. Il colpo inoltre, qualora fosse riuscito, avrebbe consentito di evitare l'annosa questione di sottoporre il d'Avalos ad un vero e proprio procedimento penale per cospirazione e alto tradimento, non istruibile in mancanza di una esplicita autorizzazione di Madrid, visto lo status di Grande di Spagna del quale questi godeva. Il marchese riuscì tuttavia a sottrarsi all'arresto e poté rifugiarsi ad Ancona, oltre il confine del vicereame. Da quella città fece partire due missive: una rivolta al viceré di Napoli, al quale chiese lettere commendatizie per il re di Spagna Filippo V; l'altra al pontefice Clemente XI, con la quale chiedeva asilo nei possedimenti papali. Rassicurato alquanto dall'esito positivo delle sue missive, fece ritorno in Abruzzo. Qui, in una località prossima ai suoi possedimenti, ebbe numerosi incontri con Gaetano Francesco Caetani, IX duca di Sermoneta, Carlo di Sangro, Giuseppe Capece e l'inviato di Leopoldo I, Franz Freiherr von Sassinet (anche indicato con il nome Chassinet o Chassignet). Venne deciso che il marchese sarebbe temporaneamente rimasto a Cisterna, in attesa dell'ordine di marciare su Napoli. I piani della cospirazione prevedevano inoltre, per quanto concerneva il marchese del Vasto, che questi desse manforte ai contingenti austriaci che sarebbero dovuti sbarcare nel Gargano. In quella zona egli aveva messo a disposizione il castello di Manfredonia e diverse migliaia di masnadieri al comando di un armigero soprannominato "Scarpeleggia". Gli insorti avrebbero poi dovuto occupare il Castello di Ischia, che dominava l'isola, possedimento del marchese e situata in posizione strategica nei pressi di Napoli. Nel frattempo il marchese poteva continuare, relativamente indisturbato e protetto dalle sue soldatesche, l'attività di contrabbando dalla quale proveniva una cospicua parte delle sue rendite. Significativo il fatto che il d'Avalos avesse fatto incetta di una notevole quantità di grano, regalandone ben trecentomila tomoli all'imperatore, da destinarsi alle armate del principe Eugenio di Savoia.
Quando infine la congiura di Macchia entrò nella sua fase operativa il marchese non si mosse, anche a causa delle maggiori forze spagnole schierate ai confini dell'Abruzzo.

### L'esilio
Il 13 ottobre 1701 Cesare Michelangelo d'Avalos venne infine dichiarato ribelle da Filippo V. Il 29 ottobre 1701 fuggì pertanto da Vasto, accompagnato dal medico personale, Francesco Sabelli, alcuni paggi ed altre persone. Lasciò l'incarico di recuperare i propri effetti ad alcuni famigli che secondo le cronache del tempo "arrivano di notte tempo e imbarcano porzione di robba che trovasi nel Palazzo, ma dovettero prendere subito il largo per li soldati venuti il giorno dopo da Chieti e non si poté più prendere altra roba che era nel detto Palazzo". La stessa moglie di Cesare Michelangelo, Ippolita, accompagnata dalle sue dame, si rifugiò nel convento di S. Chiara, dove sarebbe rimasta sino al 6 gennaio 1702, allorquando le fu concesso di riunirsi al marito esule.
Mentre il d'Avalos rimaneva latitante, il suo patrimonio venne sequestrato e amministrato dal Tesoriere di Chieti e Regi Conduttori. La signoria di Vasto gli fu tolta e venne concessa ad Antonio Lante Montefeltro della Rovere, II duca di Bomarzo.
Il d'Avalos si recò a Roma. Qui egli ribadì agli ambasciatori di Francia e Spagna, rispettivamente il cardinale di Janson ed il duca d'Uzeda, di essere stato calunniato e associato alla congiura in maniera del tutto ingiustificata. I due ambasciatori gli suggerirono allora di recarsi in Spagna o a tornare a Napoli e discolparsi. Giungeva in quei giorni la notizia della condanna a morte in contumacia del marchese da parte del governo napoletano. Il d'Avalos rimase quindi a Roma sotto la protezione degli inviati imperiali Lamberg e Grimani.
Il 15 gennaio 1702 il marchese veniva omaggiato dal Lamberg con un sontuoso festino per celebrare il proprio compleanno. In quell'occasione venne eseguita una cantata per musica scritta dal poeta Domenico Renda.
Poco dopo il d'Avalos entrò in un aspro dissidio con il cardinale di Janson, accusandolo di aver ordito dei piani per assassinarlo. Il conseguente giudizio dei tribunali pontifici fu la condanna a morte per calunnia di un cardinale pronunciata contro il marchese il 18 marzo del 1702. Tale sentenza non venne tuttavia eseguita grazie all'intervento dell'imperatore. Generò tuttavia delle notevoli conseguenze sul piano diplomatico: l'imperatore la interpretò come un segno tangibile della svolta filo-francese del papato, nonché come un'offesa diretta nei suoi confronti (giacché il d'Avalos era stato nominato il 16 dicembre 1701 maresciallo di campo per i suoi meriti verso l'Impero). Leopoldo I giunse al punto di cessare i rapporti con il nunzio pontificio a Vienna, ordinando nel contempo al Lamberg di interrompere le relazioni con Clemente XI.
Tanta era l'importanza che attribuiva l'imperatore al d'Avalos, il quale gli aveva promesso di far sollevare gli Abruzzi e le Puglie e di arruolare una forte armata, che decise di equipararlo al principe Eugenio di Savoia come comandante degli eserciti imperiali, nonostante il marchese difettasse di esperienza in ambito militare. Il marchese venne affiancato in questa prestigiosa carica da un esperto uomo d'armi al servizio imperiale, Rocco Stella. Tuttavia le continue rimostranze del Savoia, che vedeva di cattivo occhio il d'Avalos, indussero ben presto l'imperatore a liberare il suo principale condottiero dell'ingombrante collega.
Il marchese venne quindi chiamato alla corte di Vienna, dove ben presto si trovò invischiato nell'ambiente dei fuoriusciti napoletani.
Di quegli anni trascorsi in esilio presso la corte austriaca resta un diario personale, presente nell'archivio privato dei d'Avalos e menzionato nell'inventario redatto negli anni successivi alla morte di Alfonso d'Avalos (avvenuta nel 1862). Tale diario non solo risulta ancora inedito, ma non è mai stato accessibile da alcuno al di fuori della famiglia d'Avalos.
Ad ogni modo, il marchese riuscì in qualche modo a rimanere in una posizione privilegiata anche in quegli anni non facili. Venne infatti nominato Gran Ciambellano grazie alla benevolenza dell'imperatore. Tale incarico era sostanzialmente una sinecura, ma gli garantiva comunque uno stipendio annuale di 24000 fiorini.
Con Diploma del 2 marzo 1704, Leopoldo I d'Austria, confermò al marchese Cesare Michelangelo d'Avalos il titolo di Principe del Sacro Romano Impero, al quale si aggiungeva il diritto di nominare conti e battere propria moneta. Don Cesare d'Avalos, tuttavia, non approfittò della facoltà accordatagli di erigere zecca propria, ma si limitò a commissionare alla zecca di Augsburg una serie di coniazioni di ostentazione nel 1706 e un mezzo ducato d'oro alla zecca di Napoli nel 1707. Tali coniazioni constavano di sette tagli d'oro e d'argento.
In seguito, recatosi l'arciduca Carlo in Spagna nel 1705 e avendovi compiuta con parziale successo la campagna contro Filippo V, in seguito alla quale venne acclamato re (come Carlo III), il d'Avalos venne nominato suo ambasciatore ufficiale a Vienna. Durante il periodo viennese in qualità di ambasciatore di Carlo III di Spagna Cesare Michelangelo ebbe quale suo segretario il letterato e diplomatico Paolo Antonio del Negro (1666-1718).
Nel 1707 Cesare d'Avalos ottenne da Giuseppe I d'Asburgo il titolo di "Magnate d'Ungheria e Conte, con titolo trasmissibile ad infinitum", da conferire al suo cameriere Lucio Trivelli, il quale lo aveva fedelmente assistito nella fuga e nell'esilio viennese. Lucio Trivelli era il nonno del noto letterato Enrico Trivelli (1709-1737), decapitato per i suoi scritti contro le autorità papali.

### Gli ultimi anni
Nel 1713 il d'Avalos poteva fare ritorno nelle sue terre. Giungeva a Vasto recando con sé un numeroso seguito di uomini d'arme e feudatari. I trattati di Utrecht (1713) e di Rastatt (1714) sancirono il definitivo passaggio del regno di Napoli a Carlo VI d'Asburgo. 

Palazzo d'Avalos a Vasto visto dalla Loggia Amblingh.

Negli anni seguenti risiedette perlopiù a Vasto, recandosi occasionalmente a Napoli. Durante questo periodo egli promosse una serie di iniziative volte ad espandere, abbellire e rendere più funzionale il tessuto urbano della cittadina abruzzese che aveva prescelto come capitale dei suoi possedimenti. Con diploma emesso a Barcellona in data 29 marzo 1710, grazie all'interessamento del marchese Vincenzo Frasconi, procuratore ed erario del marchese del Vasto, il re di Spagna Carlo III conferiva a Vasto il titolo di Città e l'autorizzazione di sede vescovile come premio per la sua fedeltà alla Casa regnante.
Durante gli anni del viceregno austriaco il d'Avalos consolidò la sua posizione, divenendo una delle figure più potenti del sud Italia. Tale fenomeno è spiegato anche dal progressivo declino del potere delle autorità centrali, che lasciavano sempre più spazio ai soprusi e ad atti di vera e propria illegalità compiuti dai feudatari, spesso in combutta con le autorità locali. Il d'Avalos esercitò in maniera notevole l'attività del contrabbando, in particolare di sale e grano, traendo vantaggio dalla peculiare collocazione dei propri possedimenti, situati tra Abruzzo e Puglia, in posizione periferica e dotati di lunga linea costiera. Un altro centro di contrabbando era l'isola d'Ischia, il cui possesso da parte del marchese del Vasto era stato confermato nel 1705.

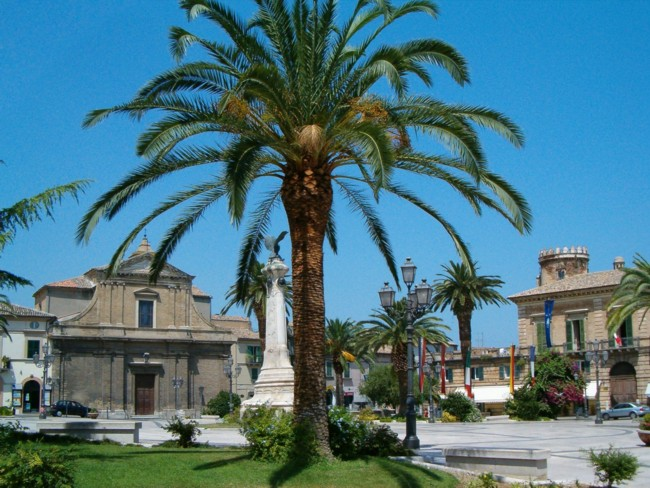
Piazza Rossetti a Vasto; sullo sfondo la chiesa in stile barocco dell'Addolorata, restaurata da Cesare Michelangelo d'Avalos e suo luogo di sepoltura.

Il 24 ottobre 1723 si svolse a Vasto la cerimonia di consegna della collana dell'ordine del Toson d'oro da parte del marchese Cesare Michelangelo d'Avalos al principe Fabrizio II Colonna; i festeggiamenti associati all'evento durarono dal 23 ottobre al 3 novembre. Il marchese del Vasto era stato a ciò delegato dall'imperatore Carlo VI per mezzo di dispaccio imperiale datato 23 novembre 1721.
Nel testamento redatto in data 16 giugno 1716 dal marchese del Vasto, essendo questi privo di eredi diretti, nominò suo successore il nipote Giovan Battista d'Avalos, figlio del proprio cognato Niccolò d'Avalos, principe di Troia. Cesare Michelangelo aveva ricevuto con concessione del 7 marzo 1708 da re Carlo III la facoltà di poter costituire quale suo erede uno dei figli del proprio cognato.
Cesare Michelangelo d'Avalos morì a Vasto di ritorno da Napoli probabilmente per un'infezione malarica. Venne sepolto nella chiesa di San Francesco di Paola a Vasto (piazza Rossetti) (nota anche come Madonna dell'Addolorata). La salma fu collocata dietro l'altare maggiore della chiesa, ma in segno di umiltà cristiana nessuna lapide venne posta a commemorare il defunto.

## Il ruolo di mecenate e collezionista
Cesare Michelangelo d'Avalos si distinse sia come patrocinatore delle arti sia come persona di vasti interessi culturali, nonostante non avesse ricevuto una educazione formale. Nella propria residenza vastese, Palazzo d'Avalos, egli aveva allestito una biblioteca di ottocentotrenta volumi. La cura di questa biblioteca fu affidata, a partire dal 1720, all'illustre letterato Alessandro Pompeo Berti.
Sempre nel palazzo di Vasto era ospitata una ricca collezione di opere d'arte, ereditate o acquistate. Tali opere sarebbero state inventariate una prima volta il 19 luglio 1706, quando a Vienna, venne compilato l'Inventario delle robbe che sono nelli appartamenti di S.Altezza. Un nuovo inventario venne stilato il 13 ottobre 1736, alcuni anni dopo la morte del d'Avalos, in seguito al sequestro dei beni feudali che questi lasciava per la necessità di coprirne gli enormi debiti. L'inventario annovera 83 dipinti, di cui tredici del Tiziano (tra cui la superba Venere allo specchio), quattro di Raffaello, tre di Rubens, due di Paolo Veronese, nove di Guido Reni, nove di Luca Giordano, quattro di Annibale Carracci, 4 di Federico Barocci, tre dello Spagnoletto, quattro di Salvator Rosa, due di Albrecht Dürer, quattro di Giacomo Farelli, quattro di Andrea Vaccaro, cinque di Agostino Tassi, otto di Jacopo Bassano, cinque tele fiamminghe (di artisti imprecisati). A tale elenco vanno aggiunte due splendide maioliche dipinte da Raffaello di 40 centimetri incastonate in filigrana d'argento con piede di oro massiccio e 58 arazzi.
Oggetto di dibattito è la questione relativa alla presenza all'interno del palazzo d'Avalos alla morte di Cesare Michelangelo dei 7 celebri Arazzi della battaglia di Pavia realizzati in lana, seta e oro, di pregevole manifattura fiamminga del Cinquecento, donati dall'imperatore Carlo V agli Stati Generali dei Paesi Bassi riuniti a Bruxelles ed in seguito (nel 1568) passati ai d'Avalos, nella persona di Francesco Ferdinando d'Avalos. I modelli di questi arazzi vennero eseguiti su cartoni, oggi conservati al Louvre di Parigi, da Bernard van Orley, celebre pittore e cartonista di arazzi e vetrate. La tessitura avvenne a Bruxelles presso il laboratorio di Willem Dermoyen probabilmente tra il 1528 ed il 1531. Tale dato è desumibile dalla presenza della sigla del maestro arazziere sul secondo e sul sesto arazzo. Gli arazzi raffigurano episodi salienti della decisiva Battaglia di Pavia del 1525, che vide le truppe imperiali di Carlo V, comandate da Ferrante d'Avalos, prevalere sull'esercito francese di Francesco I.
È plausibile supporre che gli arazzi della battaglia di Pavia siano stati impegnati a Venezia da Cesare Michelangelo per sostenere gli oneri dell'esilio viennese. Sulla base delle evidenze documentali sembrerebbe che tali manufatti fossero a Venezia negli anni in cui fu redatto l'inventario del 1736 (che non menziona gli arazzi) e l'apprezzo del 1742 (il quale invece riferisce della presenza degli arazzi a Vasto) relativi ai beni presenti nel palazzo d'Avalos. Gli arazzi rientrarono poi in possesso della famiglia d'Avalos venendo riacquistati da Tommaso d'Avalos nei primi anni del XIX secolo.
Il pittore di scuola napoletana Domenico Brandi ricevette numerose commissioni dal marchese d'Avalos.
Lo storico Tommaso Palma dedicò al giovane marchese la sua opera storica Compendio Istorico dell'antichissima terra del Vasto, stampata a Fermo nel 1690, per i tipi di Giovanni Francesco Bolis e fratelli.
Cesare Michelangelo è inoltre il dedicatario del tomo secondo del Teatro eroico, e politico de' governi de' viceré del regno di Napoli dal tempo del re Ferdinando il Cattolico fino al presente, opera in tre volumi redatta da Domenico Antonio Parrino pubblicata tra il 1692 e il 1694.
Il Parrino fu anche autore della dedica, datata 1693, a Cesare Michelangelo d'Avalos e alla moglie Ippolita che apre la prima parte del compendio in più volumi Il Genio bellicoso di Napoli; memorie istoriche d'alcuni capitani celebri Napolitani redatto da Raffaele Maria Filamondo.
Nel 1721 il d'Avalos fu tra i fondatori della Accademia degli Agitati, sorta a Nardò sotto gli auspici di Maria Spinelli contessa di Conversano e duchessa di Nardò. Cesare Michelangelo d'Avalos ne era il principe perpetuo, con lo pseudonimo di "Infaticabile". Giovan Giuseppe Gironda marchese di Canneto compose in onore del d'Avalos la Compendiosa spiegazione dell'impresa, motto, e nome accademico del serenissimo Cesare Michel'Angelo d'Avalos.
A Cesare Michelangelo fu inoltre dedicata la quinta edizione dell'importante opera scientifica redatta e curata da Lorenzo Magalotti e Lorenzo Ciccarelli intitolata Saggi di naturali esperienze fatte nell'Accademia del cimento sotto la protezione del Serenissimo Principe Leopoldo di Toscana dedicati all'altezza serenissima D. Cesare Michel'Angelo d'Avalos d'Aquino d'Aragona, pubblicata a Napoli nel 1714 presso la stamperia di Bernardo Michele Raillard.

## Ascendenza
|                                                  |                                         |                                             | Genitori                                               |  |  | Nonni |  |  | Bisnonni                            |  |  | Trisnonni                                   |  |
|                                                  |                                         |                                             |                                                        |  |  |       |  |  | Cesare d'Avalos, marchese di Padula |  |  | Alfonso III d'Avalos, II marchese del Vasto |  |
|                                                  |                                         |                                             |                                                        |  |  |       |  |  | Cesare d'Avalos, marchese di Padula |  |  | Alfonso III d'Avalos, II marchese del Vasto |  |
|                                                  |                                         | Maria d'Aragona                             |                                                        |  |  |       |  |  | Cesare d'Avalos, marchese di Padula |  |  |                                             |  |
| Innico III d'Avalos, marchese del Vasto          |                                         |                                             |                                                        |  |  |       |  |  | Cesare d'Avalos, marchese di Padula |  |  |                                             |  |
|                                                  |                                         | Lucrezia del Tufo                           | Giovanni Girolamo del Tufo, II marchese di Lavello     |  |  |       |  |  |                                     |  |  |                                             |  |
|                                                  |                                         | Lucrezia del Tufo                           | Giovanni Girolamo del Tufo, II marchese di Lavello     |  |  |       |  |  |                                     |  |  |                                             |  |
|                                                  |                                         | Lucrezia del Tufo                           | Antonia Carafa, baronessa di Orta                      |  |  |       |  |  |                                     |  |  |                                             |  |
| Diego I d'Avalos, principe d'Isernia             |                                         | Lucrezia del Tufo                           |                                                        |  |  |       |  |  |                                     |  |  |                                             |  |
|                                                  |                                         | Alfonso Felice d'Avalos, marchese del Vasto | Francesco Ferdinando d'Avalos, marchese del Vasto      |  |  |       |  |  |                                     |  |  |                                             |  |
|                                                  |                                         | Alfonso Felice d'Avalos, marchese del Vasto | Francesco Ferdinando d'Avalos, marchese del Vasto      |  |  |       |  |  |                                     |  |  |                                             |  |
|                                                  |                                         | Alfonso Felice d'Avalos, marchese del Vasto | Isabella Gonzaga                                       |  |  |       |  |  |                                     |  |  |                                             |  |
| Isabella d'Avalos                                |                                         | Alfonso Felice d'Avalos, marchese del Vasto |                                                        |  |  |       |  |  |                                     |  |  |                                             |  |
|                                                  |                                         | Lavinia Feltria della Rovere                | Guidobaldo II della Rovere, duca di Urbino             |  |  |       |  |  |                                     |  |  |                                             |  |
|                                                  |                                         | Lavinia Feltria della Rovere                | Guidobaldo II della Rovere, duca di Urbino             |  |  |       |  |  |                                     |  |  |                                             |  |
|                                                  |                                         | Lavinia Feltria della Rovere                | Vittoria Farnese                                       |  |  |       |  |  |                                     |  |  |                                             |  |
| Cesare Michelangelo d'Avalos, marchese del Vasto |                                         | Lavinia Feltria della Rovere                |                                                        |  |  |       |  |  |                                     |  |  |                                             |  |
|                                                  | Fabrizio Carafa, I principe di Roccella | Girolamo Carafa                             |                                                        |  |  |       |  |  |                                     |  |  |                                             |  |
|                                                  | Fabrizio Carafa, I principe di Roccella | Girolamo Carafa                             |                                                        |  |  |       |  |  |                                     |  |  |                                             |  |
|                                                  | Fabrizio Carafa, I principe di Roccella | Livia Spinelli                              |                                                        |  |  |       |  |  |                                     |  |  |                                             |  |
| Girolamo Carafa, II principe di Roccella         | Fabrizio Carafa, I principe di Roccella |                                             |                                                        |  |  |       |  |  |                                     |  |  |                                             |  |
|                                                  |                                         | Giulia Tagliavia d'Aragona                  | Carlo Tagliavia d'Aragona, I principe di Castelvetrano |  |  |       |  |  |                                     |  |  |                                             |  |
|                                                  |                                         | Giulia Tagliavia d'Aragona                  | Carlo Tagliavia d'Aragona, I principe di Castelvetrano |  |  |       |  |  |                                     |  |  |                                             |  |
|                                                  |                                         | Giulia Tagliavia d'Aragona                  | Margherita Caterina Ventimiglia                        |  |  |       |  |  |                                     |  |  |                                             |  |
| Francesca Carafa della Roccella                  |                                         | Giulia Tagliavia d'Aragona                  |                                                        |  |  |       |  |  |                                     |  |  |                                             |  |
|                                                  |                                         | Orazio Vittori                              | Giovanni Battista Vittori                              |  |  |       |  |  |                                     |  |  |                                             |  |
|                                                  |                                         | Orazio Vittori                              | Giovanni Battista Vittori                              |  |  |       |  |  |                                     |  |  |                                             |  |
|                                                  |                                         | Orazio Vittori                              | Diana Cosciari                                         |  |  |       |  |  |                                     |  |  |                                             |  |
| Diana Vittori                                    |                                         | Orazio Vittori                              |                                                        |  |  |       |  |  |                                     |  |  |                                             |  |
|                                                  |                                         | Margherita Borghese                         | Marcantonio Borghese                                   |  |  |       |  |  |                                     |  |  |                                             |  |
|                                                  |                                         | Margherita Borghese                         | Marcantonio Borghese                                   |  |  |       |  |  |                                     |  |  |                                             |  |
|                                                  |                                         | Margherita Borghese                         | Flaminia degli Astalli                                 |  |  |       |  |  |                                     |  |  |                                             |  |
|                                                  |                                         | Margherita Borghese                         |                                                        |  |  |       |  |  |                                     |  |  |                                             |  |